# Пајам Фејли
Пајам Фејли (перс. پیام فیلی; рођен 1985, Керманшах) ирански је писац, песник и активиста.

## Биографија
Пајам Фејли је рођен 1985. године у Керманшаху, Иран. Почео је да пише у својим раним тинејџерским годинама. Фејли је објавио своју прву књигу „Сунчева платформа” 2005. године са деветнаест година. Књигу је цензурисало Министарство културе и исламске оријентације. Након тога, објављивање свих дела Пајама Фејлија је забрањено у Ирану. Његов први роман „Кула и Рибњак”, као и збирку кратких есеја „Гримизна празнина и разборите воде” објавила је издавачка кућа Lulu у Сједињеним Америчким Државама. Књига је објављена на персијском језику. Његову другу књигу „Порашћу и родићу плодове... смокве” објавио је издавач Gardoon Publishers. Остали радови укључујући роман „Син облачних година” и збирку песама „Хасанак” објављени су ван Ирана. Он је „persona non grata” у Ирану не само због својих дела, већ и зато што је отворено геј. До 2016. године је живео у егзилу у Турској.
На крају 2015. године, Фејли је посетио Израел као гост израелског Министарства културе. Посету су организовали министар културе и спорта Мири Регев и министар унутрашњих послова Силван Шалом који је издао специјалну дозволу, због ограничења уласка иранских грађана на територију Израела.
Током 2016, Фејли је изразио намеру о азилу у Израелу, којег је описао као „занимљиво, лепо и чудесно” место. Он каже да Израел „није било каква земља. За мене је то као место из бајке”. У марту 2016, виза Фејлијева виза је продужена, како би му било дозвољено да остане док се његов захтев за азил не обради.

## Награде и признања
- Песник месеца - часопис The Missing Slate[11]